# Il morbo bianco
Il morbo bianco (The White Plague in lingua originale) è un romanzo di Frank Herbert pubblicato per la prima volta nel 1982.

## Trama
John Roe O'Neil è un biologo molecolare americano di origine irlandese. Mentre è in visita a Dublino con la famiglia, un gruppo di terroristi innesca una bomba per conto dell'Irish Republican Army, portandogli via la moglie e i suoi due figli. La sua disperazione e la sua rabbia nei confronti dell'accaduto sono tali da fargli ideare un progetto di distruzione di massa. Difatti, attraverso le sue conoscenze riesce a dare luce a un virus terribile, che, a fronte di lievi sintomi negli uomini, risulta fatale nelle donne.
Sebbene O'Neil volesse vendicarsi esclusivamente nei confronti degli irlandesi, dei britannici e dei libici (che avrebbero fornito le armi), il virus varca rapidamente i confini geografici delle tre nazioni, avviando una rovinosa pandemia. Sarà solo con estrema difficoltà e grazie all'aiuto offerto dallo stesso O'Neil che alcuni scienziati riusciranno ad individuare una cura. La società umana, tuttavia, sarà stata ormai profondamente alterata. Le donne sopravvissute all'epidemia vengono protette come un tesoro rarissimo e prezioso, mentre gli uomini competono per avere dei discendenti.

## Edizioni
- (EN) Frank Herbert, The White Plague, G. P. Putnam's Sons, 1982.
- Frank Herbert, Il morbo bianco, traduzione di Roberta Rambelli, Cosmo. Collana di Fantascienza n° 151/152, Milano, Editrice Nord, 1984.
- Frank Herbert, Il morbo bianco, traduzione di Roberta Rambelli, Tascabili Fantascienza n° 5.13, Milano, Editrice Nord, 1991.
- Frank Herbert, Il morbo bianco, traduzione di Roberta Rambelli, Urania Collezione n° 203, Milano, Arnoldo Mondadori Editore, 2019.